# Kitty Castledine

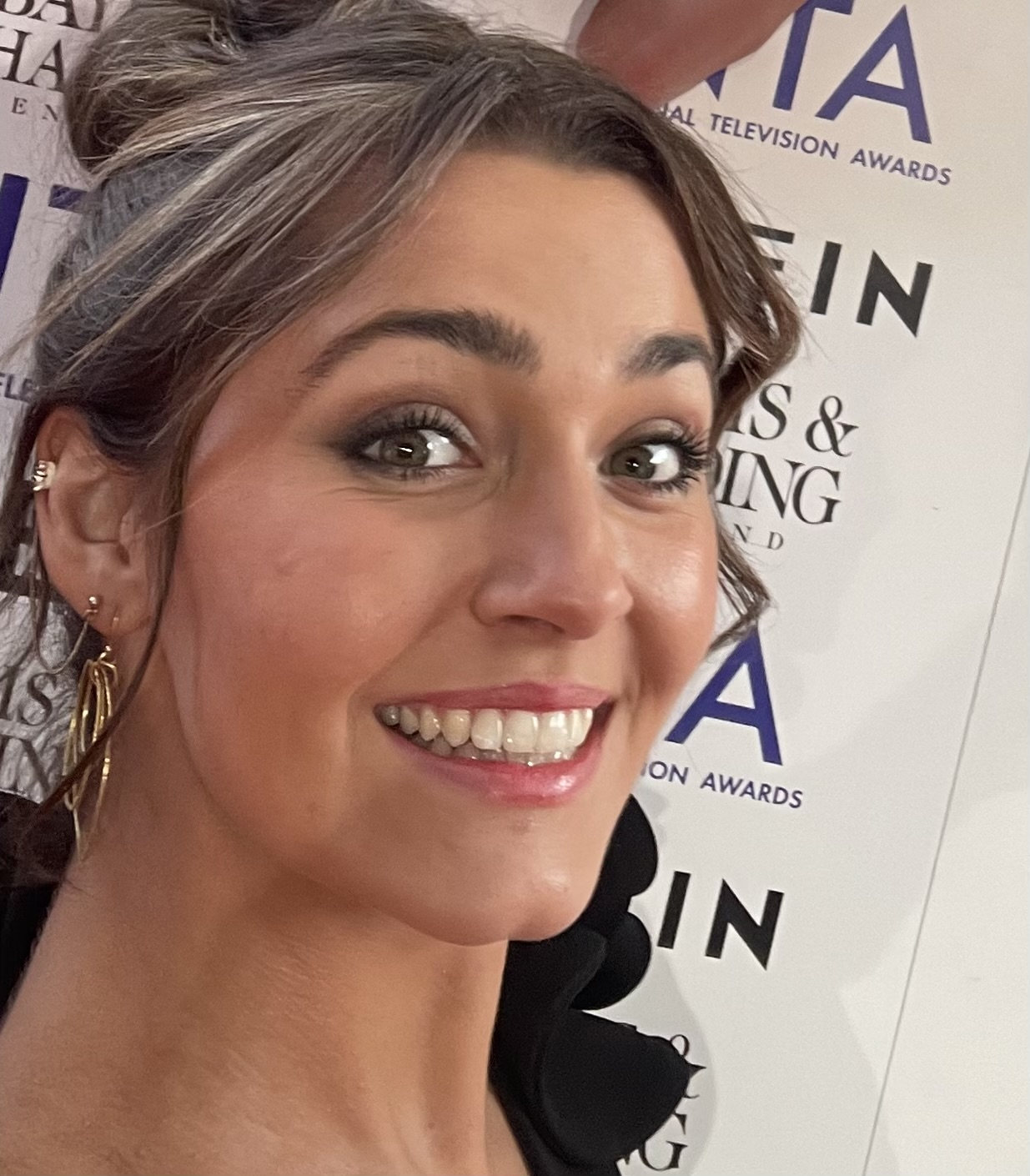
Kitty Castledine

Kitty Castledine (* 22. August 2002 in Kingston upon Thames) ist eine britische Schauspielerin.

## Leben und Karriere
Castledine wurde in Kingston upon Thames geboren. Ihre Mutter Lucy Alexander ist eine Fernsehmoderatorin und ihr Vater ist der ehemaliger Fußballspieler Stewart Castledine. Im Alter von sieben Jahren wurde bei ihr die seltene neurologische Erkrankung Transverse Myelitis diagnostiziert.
Sie absolvierte 2023 die London Academy of Music and Dramatic Art. Ihre Karriere begann 2021 mit einem Auftritt in der Dramaserie The Break. 2023 war sie in dem Kurzfilm Monotropa zu sehen. Außerdem trat in einer Folge der Serie Grace auf. Ihr Durchbruch gelang 2024, als sie die wiederkehrende Rolle der Penny Branning in der BBC-Serie EastEnders übernahm.

## Filmografie
- 2021: The Break (Fernsehserie, 1 Episode)
- 2023: Monotropa (Kurzfilm)
- 2024: Grace (Fernsehserie, 1 Episode)
- seit 2024: EastEnders (Fernsehserie)